# 10387 Bepicolombo
10387 Bepicolombo eller 1996 UQ är en asteroid i huvudbältet som upptäcktes den 18 oktober 1996 av de båda italienska astronomerna Francesco Manca och Piero Sicoli vid Sormano-observatoriet. Den är uppkallad efter den italienske matematikern Giuseppe Colombo.
Den tillhör asteroidgruppen Eunomia.